# Bóng đá tại Đại hội Thể thao châu Á 1990
Bóng đá tại Đại hội Thể thao châu Á 1990 được tổ chức tại Bắc Kinh, Trung Quốc từ 23 tháng 9 đến 6 tháng 10 năm 1990.

## Tổng kết huy chương

### Huy chương giành được
| Nội dung | Vàng | Bạc | Đồng |
| -------- | --- | --- | --- |
| Nam      | Iran · Ahmad Reza Abedzadeh · Javad Zarincheh · Mojtaba Moharrami · Mehdi Fonounizadeh · Mohammad Panjali · Sirous Ghayeghran · Morteza Kermani Moghaddam · Shahrokh Bayani · Mehdi Abtahi · Samad Marfavi · Nasser Mohammadkhani · Shahin Bayani · Mohsen Ashouri · Reza Hassanzadeh · Nader Mohammadkhani · Ali Eftekhari · Farshad Pious · Majid Namjoo-Motlagh · Mohammad Hassan Ansarifard · Behzad Gholampour | CHDCND Triều Tiên · Kim Chi-Won · Kim Gwang-Min · O Yong-Nam · Kim Gyong-Il · Chong Yong-Man · Kim Jong-Man · Han Hyong-Il · Yun Chol · Yun Jong-Su · Kim Yun-Chol · Ri Jong-Man · Tak Yong-Bin · Choi Yong-Son · Ryu Song-Kun · Pang Gwang-Chol · Kim Chung · Kim Jong-Song                              | Hàn Quốc · Choi In-Young · Park Kyung-Hoon · Chung Jong-Soo · Yoon Deok-Yeo · Chung Yong-Hwan · Kim Sang-Ho · Lee Young-jin · Kim Pan-Keun · Hwangbo Kwan · Kim Joo-Sung · Byun Byung-Joo · Noh Jung-Yoon · Jung Kwang-Seok · Choi Soon-Ho · Kim Poong-Joo · Ko Jeong-Woon · Gu Sang-Bum · Hwang Sun-Hong · Seo Jung-Won · Hong Myung-Bo |
| Nữ       | Trung Quốc · Trần Hà · Cố Bình Quyên · Lý Táp · Lý Tú Phục · Lưu Ái Linh · Mã Lợi · Ngưu Lệ Kiệt · Tôn Khánh Mai · Đường Khôn Viện · Vi Hải Anh · Ôn Lệ Dung · Ngô Vĩ Anh · Trương Nham · Trịnh Mậu Mai · Chung Hồng Liên · Chu Hoa · Chu Dương · Châu Đào | Nhật Bản · Handa Etsuko · HironakaKazuko · Honda Midori · Kaji Mayumi · Kioka Futaba · Kuroda Kyoko · Matsuda Michiko · Matsunaga Tomoko · Mizuma Yuriko · Nagamine Kaori · Noda Akemi · Sakata Megumi · Suzuki Masae · Takahagi Yoko · Takakura Asako · Tezuka Takako · Watanabe Yumi · Yamaguchi Sayuri | CHDCND Triều Tiên |

### Bảng huy chương
| 1 | Trung Quốc        | 1 | 0 | 0 | 1 |
| 1 | Iran              | 1 | 0 | 0 | 1 |
| 3 | CHDCND Triều Tiên | 0 | 1 | 1 | 2 |
| 4 | Nhật Bản          | 0 | 1 | 0 | 1 |
| 5 | Hàn Quốc          | 0 | 0 | 1 | 1 |

## Nam

### Vòng loại
| Bảng A                                 | Bảng B                                                     | Bảng C                               | Bảng D                                                         |
| -------------------------------------- | ---------------------------------------------------------- | ------------------------------------ | -------------------------------------------------------------- |
| Ấn Độ * · Iraq * · Malaysia · Hàn Quốc | Trung Quốc · Indonesia * · Pakistan · Singapore · Thái Lan | Hồng Kông · Iran · Nhật Bản · Kuwait | Bangladesh · CHDCND Triều Tiên · Qatar * · Ả Rập Xê Út · Yemen |

- * Rút lui

#### Bảng A
| Đội        | Điểm | Số trận | Thắng | Hòa | Thua | Bàn thắng | Bàn thua | Hiệu số |
| ---------- | ---- | ------- | ----- | --- | ---- | --------- | -------- | ------- |
| Hàn Quốc   | 6    | 3       | 3     | 0   | 0    | 16        | 0        | +16     |
| Trung Quốc | 4    | 3       | 2     | 0   | 1    | 8         | 3        | +5      |
| Singapore  | 2    | 3       | 1     | 0   | 2    | 7         | 13       | −6      |
| Pakistan   | 0    | 3       | 0     | 0   | 3    | 1         | 16       | −15     |

| Hàn Quốc | 7 – 0 | Singapore |
| -------- | ----- | --------- |
|          |       |           |

| Trung Quốc | 3 – 0 | Pakistan |
| ---------- | ----- | -------- |
|            |       |          |

| Hàn Quốc | 7 – 0 | Pakistan |
| -------- | ----- | -------- |
|          |       |          |

| Trung Quốc | 5 – 1 | Singapore |
| ---------- | ----- | --------- |
|            |       |           |

| Hàn Quốc | 2 – 0 | Trung Quốc |
| -------- | ----- | ---------- |
|          |       |            |

| Singapore | 6 – 1 | Pakistan |
| --------- | ----- | -------- |
|           |       |          |

#### Bảng B
| Đội               | Điểm | Số trận | Thắng | Hòa | Thua | Bàn thắng | Bàn thua | Hiệu số |
| ----------------- | ---- | ------- | ----- | --- | ---- | --------- | -------- | ------- |
| Iran              | 4    | 2       | 2     | 0   | 0    | 5         | 1        | +4      |
| CHDCND Triều Tiên | 1    | 2       | 0     | 1   | 1    | 1         | 2        | −1      |
| Malaysia          | 1    | 2       | 0     | 1   | 1    | 0         | 3        | −3      |

| Iran | 3 – 0 | Malaysia |
| ---- | ----- | -------- |
|      |       |          |

| CHDCND Triều Tiên | 0 – 0 | Malaysia |
| ----------------- | ----- | -------- |
|                   |       |          |

| Iran | 2 – 1 | CHDCND Triều Tiên |
| ---- | ----- | ----------------- |
|      |       |                   |

#### Bảng C
| Đội       | Điểm | Số trận | Thắng | Hòa | Thua | Bàn thắng | Bàn thua | Hiệu số |
| --------- | ---- | ------- | ----- | --- | ---- | --------- | -------- | ------- |
| Thái Lan  | 5    | 3       | 2     | 1   | 0    | 4         | 1        | +3      |
| Kuwait    | 3    | 3       | 1     | 1   | 1    | 3         | 3        | 0       |
| Hồng Kông | 2    | 3       | 1     | 0   | 2    | 3         | 4        | −1      |
| Yemen     | 2    | 3       | 0     | 2   | 1    | 0         | 2        | −2      |

| Yemen | 0 – 0 | Thái Lan |
| ----- | ----- | -------- |
|       |       |          |

| Hồng Kông | 1 – 2 | Kuwait |
| --------- | ----- | ------ |
|           |       |        |

| Thái Lan | 2 – 0 | Hồng Kông |
| -------- | ----- | --------- |
|          |       |           |

| Kuwait | 0 – 0 | Yemen |
| ------ | ----- | ----- |
|        |       |       |

| Thái Lan | 2 – 1 | Kuwait |
| -------- | ----- | ------ |
|          |       |        |

| Hồng Kông | 2 – 0 | Yemen |
| --------- | ----- | ----- |
|           |       |       |

#### Bảng D
| Đội         | Điểm | Số trận | Thắng | Hòa | Thua | Bàn thắng | Bàn thua | Hiệu số |
| ----------- | ---- | ------- | ----- | --- | ---- | --------- | -------- | ------- |
| Ả Rập Xê Út | 4    | 2       | 2     | 0   | 0    | 6         | 0        | +6      |
| Nhật Bản    | 2    | 2       | 1     | 0   | 1    | 3         | 2        | +1      |
| Bangladesh  | 0    | 2       | 0     | 0   | 2    | 0         | 7        | −7      |

| Ả Rập Xê Út | 4 – 0 | Bangladesh |
| ----------- | ----- | ---------- |
|             |       |            |

| Nhật Bản | 3 – 0 | Bangladesh |
| -------- | ----- | ---------- |
|          |       |            |

| Nhật Bản | 0 – 2 | Ả Rập Xê Út |
| -------- | ----- | ----------- |
|          |       |             |

### Vòng loại trực tiếp
|  | Tứ kết                   | Tứ kết            |             |       | Bán kết       | Bán kết       |  |  | Chung kết | Chung kết |
|  |                          |                   |             |       |               |               |  |  |           |           |
|  | 1 tháng 10               |                   |             |       |               |               |  |  |           |           |
|  |                          |                   |             |       |               |               |  |  |           |           |
|  | Hàn Quốc                 | 1                 |             |       |               |               |  |  |           |           |
|  | Hàn Quốc                 | 1                 | 3 tháng 10  |       |               |               |  |  |           |           |
|  | Kuwait                   | 0                 |             |       |               |               |  |  |           |           |
|  | Kuwait                   | 0                 | Hàn Quốc    | 0     |               |               |  |  |           |           |
|  | 1 tháng 10               |                   | Hàn Quốc    | 0     |               |               |  |  |           |           |
|  |                          | Iran (h.p.)       | 1           |       |               |               |  |  |           |           |
|  | Iran                     | Iran (h.p.)       | 1           | 1     |               |               |  |  |           |           |
|  | Iran                     |                   | 6 tháng 10  | 1     |               |               |  |  |           |           |
|  | Nhật Bản                 | 0                 |             |       |               |               |  |  |           |           |
|  | Nhật Bản                 | 0                 | Iran (pen.) | 0 (4) |               |               |  |  |           |           |
|  | 1 tháng 10               |                   | Iran (pen.) | 0 (4) |               |               |  |  |           |           |
|  |                          | CHDCND Triều Tiên | 0 (1)       |       |               |               |  |  |           |           |
|  | Thái Lan                 | CHDCND Triều Tiên | 0 (1)       | 1     |               |               |  |  |           |           |
|  | Thái Lan                 | 3 tháng 10        |             | 1     |               |               |  |  |           |           |
|  | Trung Quốc               | 0                 |             |       |               |               |  |  |           |           |
|  | Trung Quốc               | 0                 | Thái Lan    | 0     |               |               |  |  |           |           |
|  | 1 tháng 10               |                   | Thái Lan    | 0     |               |               |  |  |           |           |
|  |                          | CHDCND Triều Tiên | 1           |       | Tranh hạng ba | Tranh hạng ba |  |  |           |           |
|  | Ả Rập Xê Út              | CHDCND Triều Tiên | 1           | 0 (3) | Tranh hạng ba | Tranh hạng ba |  |  |           |           |
|  | Ả Rập Xê Út              |                   | 5 tháng 10  | 0 (3) |               |               |  |  |           |           |
|  | CHDCND Triều Tiên (pen.) | 0 (4)             |             |       |               |               |  |  |           |           |
|  | CHDCND Triều Tiên (pen.) | 0 (4)             | Hàn Quốc    | 1     |               |               |  |  |           |           |
|  |                          |                   |             |       |               |               |  |  |           |           |
|  | Thái Lan                 | 0                 |             |       |               |               |  |  |           |           |
|  | Thái Lan                 | 0                 |             |       |               |               |  |  |           |           |

### Huy chương vàng
| Vô địch Bóng đá nam Asiad 1990 Iran Lần thứ hai |

## Nữ
| Bảng A                                                     | Bảng B                                               |
| ---------------------------------------------------------- | ---------------------------------------------------- |
| Trung Quốc · Hồng Kông · CHDCND Triều Tiên · Philippines * | Đài Bắc Trung Hoa · Nhật Bản · Hàn Quốc · Thái Lan * |

- * Rút lui

| Đội               | Điểm | Số trận | Thắng | Hòa | Thua | Bàn thắng | Bàn thua | Hiệu số |
| ----------------- | ---- | ------- | ----- | --- | ---- | --------- | -------- | ------- |
| Trung Quốc        | 10   | 5       | 5     | 0   | 0    | 26        | 0        | +26     |
| Nhật Bản          | 7    | 5       | 3     | 1   | 1    | 17        | 8        | +9      |
| CHDCND Triều Tiên | 6    | 5       | 2     | 2   | 1    | 19        | 3        | +16     |
| Đài Bắc Trung Hoa | 5    | 5       | 2     | 1   | 2    | 13        | 4        | +9      |
| Hàn Quốc          | 2    | 5       | 1     | 0   | 4    | 2         | 30       | −28     |
| Hồng Kông         | 0    | 5       | 0     | 0   | 5    | 0         | 32       | −32     |

| Trung Quốc | 5 – 0 | Nhật Bản |
| ---------- | ----- | -------- |
|            |       |          |

| Hàn Quốc | 1 – 0 | Hồng Kông |
| -------- | ----- | --------- |
|          |       |           |

| CHDCND Triều Tiên | 0 – 0 | Đài Bắc Trung Hoa |
| ----------------- | ----- | ----------------- |
|                   |       |                   |

| Trung Quốc | 2 – 0 | CHDCND Triều Tiên |
| ---------- | ----- | ----------------- |
|            |       |                   |

| Nhật Bản | 5 – 0 | Hồng Kông |
| -------- | ----- | --------- |
|          |       |           |

| Đài Bắc Trung Hoa | 7 – 0 | Hàn Quốc |
| ----------------- | ----- | -------- |
|                   |       |          |

| Trung Quốc | 1 – 0 | Đài Bắc Trung Hoa |
| ---------- | ----- | ----------------- |
|            |       |                   |

| Nhật Bản | 8 – 1 | Hàn Quốc |
| -------- | ----- | -------- |
|          |       |          |

| CHDCND Triều Tiên | 11 – 0 | Hồng Kông |
| ----------------- | ------ | --------- |
|                   |        |           |

| Trung Quốc | 8 – 0 | Hàn Quốc |
| ---------- | ----- | -------- |
|            |       |          |

| Nhật Bản | 1 – 1 | CHDCND Triều Tiên |
| -------- | ----- | ----------------- |
|          |       |                   |

| Đài Bắc Trung Hoa | 5 – 0 | Hồng Kông |
| ----------------- | ----- | --------- |
|                   |       |           |

| Trung Quốc | 10 – 0 | Hồng Kông |
| ---------- | ------ | --------- |
|            |        |           |

| Đài Bắc Trung Hoa | 1 – 3 | Nhật Bản |
| ----------------- | ----- | -------- |
|                   |       |          |

| CHDCND Triều Tiên | 7 – 0 | Hàn Quốc |
| ----------------- | ----- | -------- |
|                   |       |          |

### Huy chương vàng
| Vô địch Bóng đá nữ Asiad 1990 Trung Quốc Lần thứ nhất |